# 英屬印度洋領地盾徽
英屬印度洋領地盾徽啟用於1990年，兩旁的海龜象徵著海島，盾牌下的銘文是"利穆利亞是我們所信賴＂表示當地是已消失的利穆利亞洲的一部分。盾牌為藍底，上方為英国国旗，左上角有太陽，中心有棕櫚樹於王冠，盾牌下方為白色波浪狀條紋。米字旗，王冠，棕櫚樹和波浪狀條紋也出現在了英屬印度洋領地旗帜上。此徽章在英屬印度洋領地成立25週年紀念上批准使用。